# Pinto (subcultura)
Pinto ou pinta é um membro de uma subcultura chicana de pessoas que estão ou estiveram encarceradas. É um apelido de grupo usado para distinguir alguém da população carcerária em geral ou de "presidiários modelo". É um termo que abrange os elementos de oposição de ser um convicto. O termo veio de um jogo bilíngue com "penitência", já que pintos e pintas são pessoas que passaram algum tempo em penitenciárias. O termo também foi rastreado até a palavra espanhola pintao (estar pintado, neste caso tatuado).
O termo geralmente é usado para veteranos de prisão mais velhos e não para jovens. O acadêmico Avelardo Valdez afirma em um estudo sobre jovens carcerários mexicano-americanos que o pinto é um veterano da prisão que "é visto por muitos como alguém que tem um código de conduta altamente disciplinado e uma filosofia de vida em sintonia com os valores de muitos jovens de rua", o que atrai jovens a seguir sua liderança. Valdez afirma que o pinto ou veterano da prisão tem "status de guerreiro dentro da cultura de rua dos bairros de San Antonio". A linguagem usada pelos pintos (caló) foi descrita como distinta de outros dialetos chicanos.
O baixo estatuto socioeconômico de uma grande percentagem de chicanos nos Estados Unidos e a falta de igualdade de oportunidades na educação e no emprego introduzem muitos chicanos a esta subcultura. O estudioso Santiago Vidales escreve que “a subcultura pinto e pinta surge das experiências vividas pelos xicanx encarcerados”.